# Дым сигарет с ментолом
«Дым сигаре́т с менто́лом» (вариант — «Дымит сигарета с ментолом») — русская дворовая песня украинского происхождения, получившая наибольшую известность в аранжировке и исполнении группы «Нэнси». Записанная в 1992 году, песня стала «визитной карточкой» группы на протяжении всего её дальнейшего существования. Клип группы «Нэнси» на песню вышел в 1996 году.

## История песни
Первая известная запись варианта песни с названием «Дымит сигарета с ментолом» была сделана Юрием Брилиантовым в альбоме 1987 года «Скрипач».
В проигрыше (интерлюдии) песни в аранжировке группы «Нэнси» 1992 года были использованы музыкальные темы Chi Mai и Le Vent Le Cri композитора Эннио Морриконе, получившие мировую известность как саундтрек французского фильма 1981 года «Профессионал» (Chi Mai была написана в 1971 году и звучала ещё в нескольких фильмах), и музыкальная тема The Loft.
По словам лидера группы «Нэнси» Анатолия Бондаренко, автором песни «Дым сигарет с ментолом» был он, а песня создавалась на протяжении, по крайней мере, десяти лет. Первые наброски появились ещё в школьной компании (когда автор учился в седьмом классе). С приходом в группу Андрея Костенко родилась новая версия песни.
Бондаренко сообщил, что песня была написана в честь американской девочки, давшей название и самой группе. В составе делегации бойскаутов Нэнси приехала в советский пионерлагерь, где и познакомилась с Анатолием (на тот момент ему было 13 лет):

Вечерами у костра я пел под гитару свои песни, а ей переводили текст <…>. Она смеялась, а иногда я видел, как у неё блестели слезы. Я влюбился в неё по уши! Когда расставались, я подарил ей свою гитару. Колонна автобусов тронулась, вдруг один из них резко затормозил, открылась дверь, и Нэнси в слезах бросилась ко мне. И мы на глазах у всех стали целоваться. Вот это были эмоции!
— А. Бондаренко // ответы на вопросы читателей «Комсомольской правды» (26 января 2011)
По другой версии того же Анатолия Бондаренко, вариации песни «Дым сигарет с ментолом» существовали и до революции, но он полноправный автор данного варианта (фонограммы, музыки и частей текста).

## Критика
По мнению Станислава Бирюлина («Московские новости»), песня «Дым сигарет с ментолом» — «чистейший яркий образец пошлости в песенном искусстве», особенно неприглядно смотревшийся «на фоне ещё дышавшего рок-н-ролла».
Журналист газеты «Комсомольская правда», отмечая невероятный успех песни, назвала её «шедевром».

## Аудио и видео
- Юрий Брилиантов. Дымит сигарета с ментолом (1987). МузБокс. YouTube. Дата обращения: 28 декабря 2024. (аудио)
- Нэнси. Дым сигарет с ментолом (1993). Nensi Music. YouTube. Дата обращения: 28 декабря 2024. (видео)
- Нэнси. Дым сигарет с ментолом (1996, официальный клип). Nensi Music. YouTube. Дата обращения: 28 декабря 2024. (видео)
- Нэнси. Дым сигарет с ментолом (2004). Nensi Music. YouTube. Дата обращения: 28 декабря 2024. (видео)
- Нэнси. Дым сигарет с ментолом (2013). Nensi Music. YouTube. Дата обращения: 28 декабря 2024. (видео)
- Миша Панчишин. Дым сигарет с ментолом (2017). Х-Фактор. YouTube. Дата обращения: 29 декабря 2024. (видео)
- Сергей Минаев, Ксана Сергиенко. Дым сигарет с ментолом (2020). Сергей Минаев. YouTube. Дата обращения: 28 декабря 2024. (видео)